# فراتر از قله
فیلم فراتر از قله یک درام ورزشی زندگی‌نامه‌ای روسی است که در سال ۲۰۱۷ به کارگردانی یانا پولیاروش، تامارا تسوتسوریا و کنستانتین کوتویف تولید شد و در تاریخ ۱ مارس ۲۰۱۸ منتشر گردید.
شخصیت اصلی فیلم بر پایهٔ زندگی الکسی موشکین، قهرمان دو دورهٔ پارالمپیک (۱۹۹۴ و ۱۹۹۸) در رشتهٔ اسکی آلپاین، شکل گرفته است. الکسی در دوازده‌سالگی، هنگام صعود با تله‌کابین کراسنوپولیانسکایا که به‌طور ناگهانی متوقف شد، بدون انتظار برای ادامهٔ حرکت آن، از بالابر پیاده شد و شروع به بالا رفتن کرد؛ اما با ازسرگیری حرکت تله‌کابین، سقوط کرد و هر دو پای خود را از دست داد.
چهار ماه پس از این حادثه توانست با استفاده از پروتز دوباره بایستد، دو ماه بعد به اسکیت‌سواری و دوچرخه‌سواری پرداخت، و کمتر از یک سال پس از آسیب‌دیدگی به اسکی آلپاین بازگشت. تنها دو سال بعد وارد رقابت‌ها شد و در چهارمین سال این مسیر ورزشی، نخستین مدال طلای خود را در بازی‌های پارالمپیک زمستانی به‌دست‌آورد.
در فیلم، روند طولانی زندگی و فعالیت‌های او به شکلی فشرده و در قالب چند ماه روایت شده است.